# ۸۳۳ (میلادی)
۸۳۳ (میلادی) هشتصد و بسی و سومین سال تقویم میلادی است.

## درگذشتگان
- مأمون عباسی : هفتمین خلیفه عباسی.

‎